# Jongieux
Jongieux település Franciaországban, Savoie megyében. Lakosainak száma 284 fő (2022. január 1.). Jongieux Massignieu-de-Rives, Billième, Lucey, Ontex és Yenne községekkel határos.

## Népesség
A település népességének változása:
| Lakosok száma | 311  | 306  | 309  | 293  | 287  | 283  | 281  | 278  | 284  |
|               | 2013 | 2015 | 2016 | 2017 | 2018 | 2019 | 2020 | 2021 | 2022 |